# (36653) 2000 QF200
2000 QF200 (asteroide 36653) é um asteroide da cintura principal. Possui uma excentricidade de 0.15882760 e uma inclinação de 3.57687º.
Este asteroide foi descoberto no dia 29 de agosto de 2000 por LINEAR em Socorro.